# Гвальдо-Тадино
Гва́льдо-Тади́но (итал. Gualdo Tadino) — коммуна в Италии, расположена в области Умбрия, подчиняется административному центру Перуджа.
Население составляет 15 049 человек, плотность населения составляет 121 чел./км². Коммуна занимает площадь 124 км². Почтовый индекс — 6023. Телефонный код — 075.
Святыми покровителями коммуны почитаются святой архангел Михаил и Beato Angelo da Gualdo. Праздник ежегодно празднуется 15 января.

## История
Гвальдо-Тадино имеет долгую историю. Первоначально умбрийская деревня известна как Tarsina. Была завоёвана римлянами в 266 г. до н. э. и переименована в Tadinum. Город был станцией на Via Flaminia.
В 217 г. до н. э. был разрушен войсками Ганнибала, захвачен в 47 году до нашей эры Юлием Цезарем, в 410 году н. э. вестготами Алариха. В 552 году византийский полководец Нарсес ненадолго вернул город в состав Византийской империи, победив короля остготов Тотилу в битве при Тагине, точное местонахождение которого не известно, но по мнению большинства ученых должно быть в нескольких километрах от Гвальдо-Тадино на равнине к западу в сторону места, называемому Таино. Это подозрение, возможно, получило подтверждение в 2004. Гвальдо-Тадино пережил эту войну, но был разрушен позже по инициативе императора Священной Римской империи Оттона III в 966 году. Позднее Гвальдо-Тадино был восстановлен, однако побывал в руинах второй раз в результате пожара 1237 года. Наконец, император Фридрих II приказал город восстановить в третий раз в 1239 году, и именно в этом воплощении город дожил до сегодняшнего дня.

## Города-побратимы
- Уэст-Питстон[англ.], штат Пенсильвания (США)
- Одун-ле-Тиш[англ.], Франция